# Premio Leelavati
El Premio Leelavati es un premio a la destacada contribución en la difusión pública de las matemáticas. Lleva el nombre del tratado matemático del siglo XII Lilavati, dedicado a la aritmética y el álgebra escrito por el matemático indio Bhaskara II, también conocido como Bhaskara Acharya. En el libro el autor plantea, en forma de verso, una serie de problemas en aritmética (elemental) para Lilavati (tal vez su hija). Este trabajo parece haber sido la principal fuente de aprendizaje de la aritmética y el álgebra en la India medieval. El trabajo también fue traducido al persa y fue influyente en Asia Occidental.

## Historia
El Premio Leelavati fue entregado por primera vez en la ceremonia de clausura del Congreso Internacional de Matemáticos (ICM) de 2010 en Hyderabad (India). Establecido por el Comité Ejecutivo Organizador (EOC) de la ICM con el aval del Comité Ejecutivo de IMU (CE), el Premio Leelavati comenzó a ser un premio internacional por una sola vez por su destacado trabajo de divulgación pública para las matemáticas. El premio fue tan bien recibido en la conferencia y en la prensa matemática que la IMU CE decidió convertirlo en un premio recurrente cada cuatro años, y a la ceremonia de premiación en una característica de cada ceremonia de clausura ICM.

## El premio
El premio Leelavati no está destinado a recompensar la investigación matemática, sino más bien las actividades de divulgación en el sentido más amplio posible. Conlleva un premio en efectivo de 1.000.000 rupias indias, junto con una citación, y es patrocinado por Infosys. En 2014 lo ganó el matemático argentino Adrián Paenza, del Departamento de Matemática de la Facultad de Ciencias Exactas y Naturales (Universidad de Buenos Aires), autor de varios libros de divulgación y conductor de un programa de TV sobre matemática recreativa.
Ganadores:
- Simon Singh 2010[4][5]

- Adrián Paenza 2014[6][7]

- Ali Nesin 2018[8]
- Nikolai Andreev 2022[9]